# 桃井原っぱ公園
桃井原っぱ公園（ももいはらっぱこうえん）は、東京都杉並区桃井にある区立公園である。

## 概要
面積は4haで、杉並区立の公園としては2番目に広い。防災公園として整備されており、平常時は公園として利用されるが、災害時には近隣の警察や消防などと連携して避難拠点として活用される。そのため、公園には防災用の設備が常備されているほか、災害救助用のヘリコプターの離着陸場としても利用されることになっている。

## 沿革
現在当公園がある場所には、1925年（大正14年）に中島飛行機東京工場が開設された。第二次世界大戦後は変遷を経て、1966年（昭和41年）に日産自動車荻窪工場が開設され、宇宙航空事業部の開発・生産拠点となった。
日産自動車荻窪工場は1998年（平成10年）に群馬県富岡市へ移転(現IHIエアロスペース富岡事業所)。日産自動車は1999年（平成11年）10月に日産リバイバルプランを発表して資産売却を進める方針を示し、荻窪工場跡も売却の対象とされた。2000年（平成12年）から跡地の利用計画の検討が行われ、2001年（平成13年）に公園とする都市計画が決定された。日産自動車が跡地の売却にあたって公共性の高い利用を望んだため、杉並区は防災公園と市街地を一体的に整備することとし、事業者として都市基盤整備公団（現都市再生機構）を選定。跡地は2001年（平成13年）3月19日に都市基盤整備公団に譲渡された。
2002年（平成14年）12月21日には公園予定地の一部（約3ha）が桃井原っぱ広場として暫定的に開放された。2003年（平成15年）には市街地整備工事が開始され、2005年（平成17年）に竣工。これに伴い、同年12月には桃井原っぱ広場が公園予定地全体に拡張された。2009年（平成21年）には公園の整備工事が開始されて、2011年（平成23年）に桃井原っぱ公園として開園した。

## 主な施設
- 原っぱ広場（災害時には災害救助用のヘリコプターの離着陸場になる）
- 四季の広場
- 「ロケット発祥之地」の碑(当地が富士精密工業の工場だった1955年、当地で国産ロケット第一号である「ペンシルロケット」が開発されたことを記念して作られたもの)

## 隣接施設
いずれも日産自動車工場跡に設けられた施設。
- 「旧中島飛行機発動機発祥之地」の碑
- プロムナード荻窪（都市再生機構の賃貸マンション）
- ロイヤルパークス荻窪（民間の賃貸マンション）
- in the park 荻窪（民間の分譲マンション）[6]
- シーダ・ウォーク（介護老人保健施設）
- コンビプラザ桃井保育園・コンビプラザ桃井Kids Club（保育所・学童クラブ）
- 日産東京販売荻窪店

- 杉並区立今川保育園
- 今川児童館

## ギャラリー

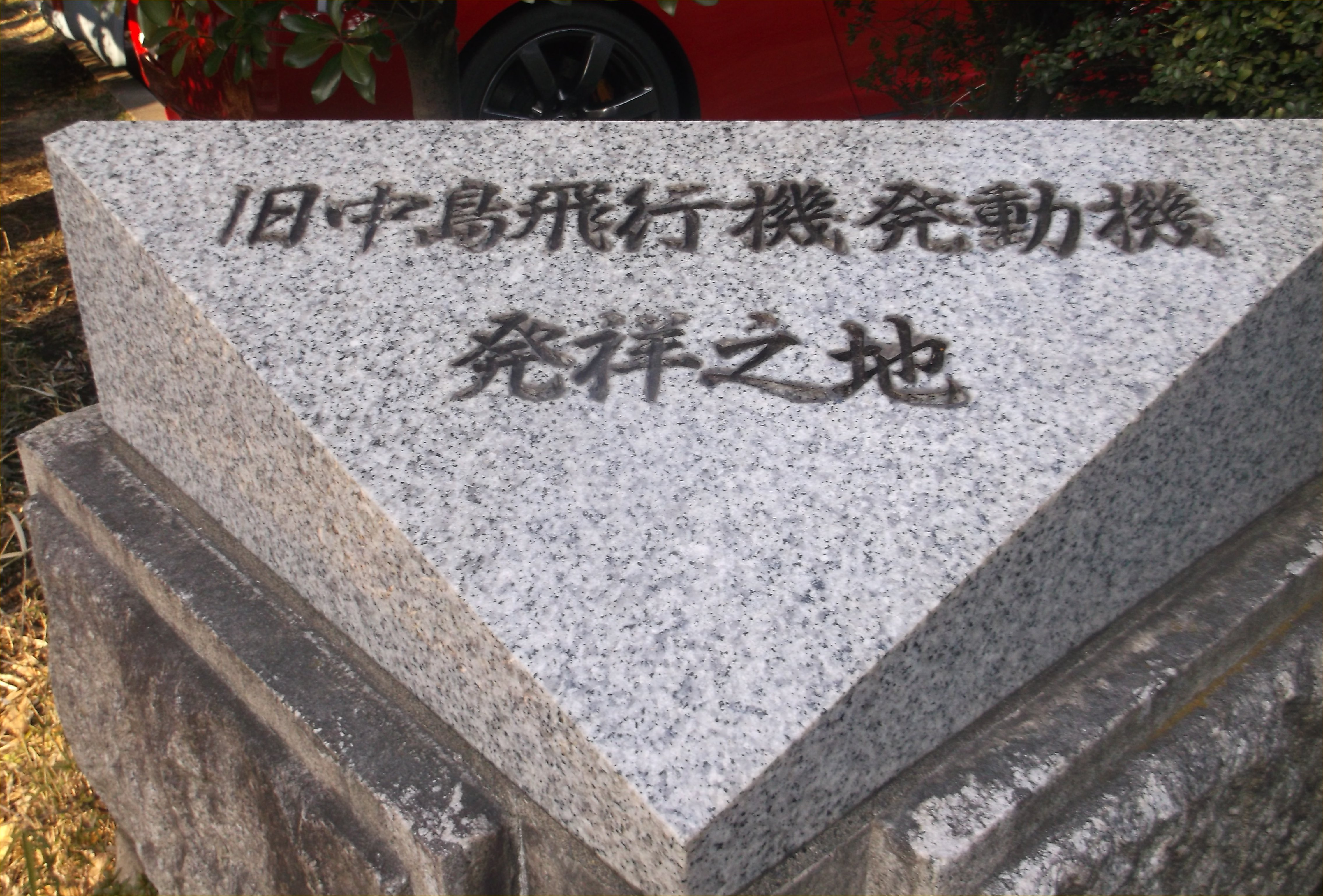
「旧中島飛行機発動機発祥之地」の碑。工場の跡地の一角にある。
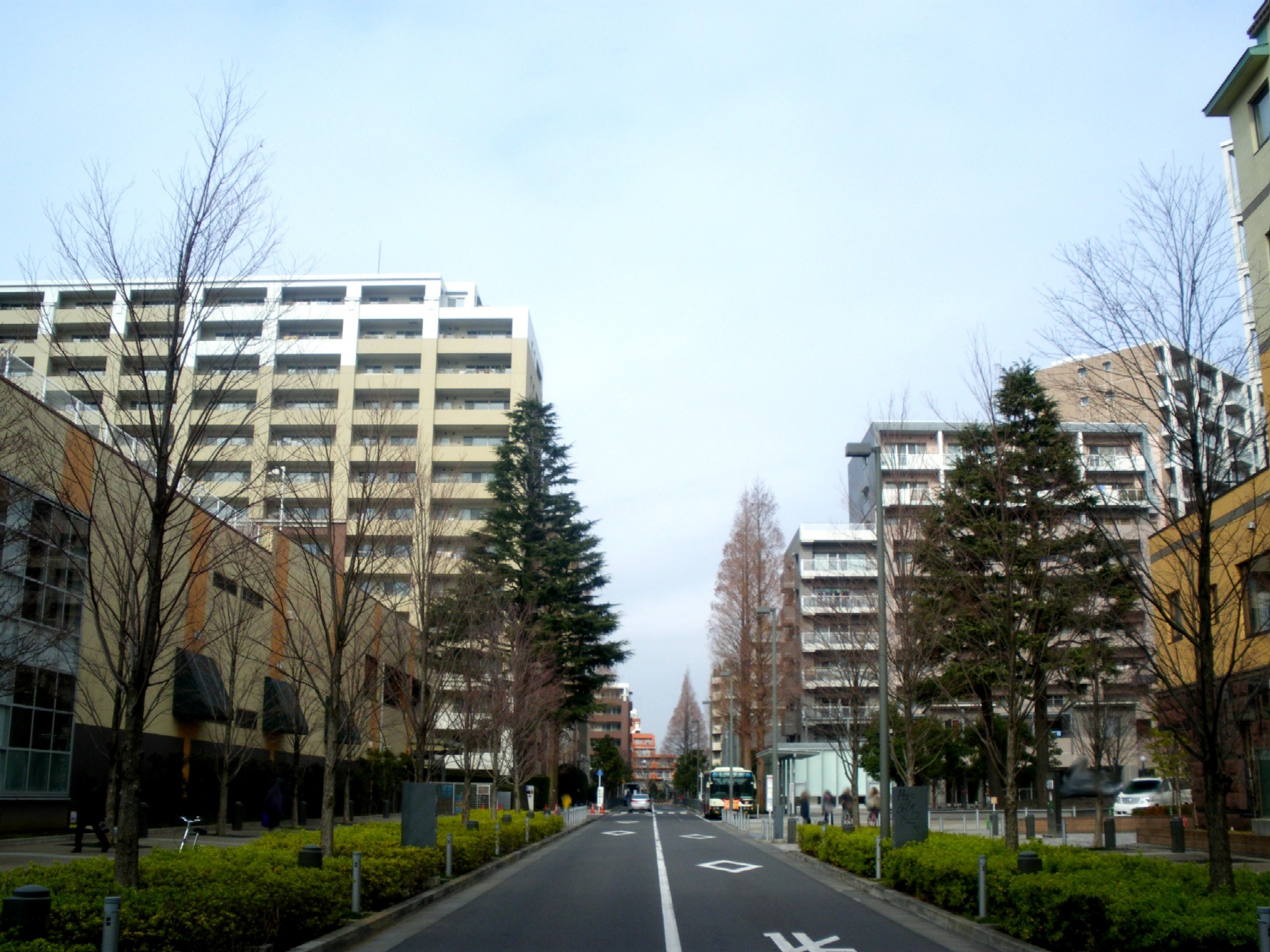
隣接するプロムナード荻窪の様子。

## アクセスなど
- JR東日本中央線快速、総武線・東京メトロ丸ノ内線荻窪駅北口下車
  - 徒歩 - 20分
  - バス - 荻窪警察署前、日産自動車前またはプロムナード荻窪停留所下車、徒歩2-3分
- 西武新宿線上井草駅下車、徒歩18分[7]
- 公園は常時開園。